# Amethyste (S605)
El Amethyste (S605) es un submarino de ataque de propulsión nuclear de la clase Rubis (Barracuda) en servicio con la Marine Nationale.
Construido por el ente estatal DCN en el astillero de Cherburgo-en-Cotentin, y fue terminado en 1992. Será sustituido por los submarinos de la clase Suffren.